# Zatoichi
Zatoichi (座頭市, Zatōichi) é um personagem fictício apresentado em uma das séries de filmes mais longas do Japão, bem como uma série de televisão. Ambos se passam no final do período Edo (décadas de 1830 e 1840). O personagem, um massagista cego e mestre de lâminas, foi criado pelo romancista Kan Shimozawa.
Este personagem originalmente menor foi desenvolvido para a tela pela Daiei Film (agora Kadokawa Daiei Studio) e pelo ator Shintaro Katsu, que criou a versão para a tela. Um total de 26 filmes foram feitos de 1962 a 1989. De 1974 a 1979, foi produzida a série de televisão Zatoichi, estrelada por Katsu e alguns dos mesmos atores que apareceram nos filmes. Estes foram produzidos pela Katsu Productions. 100 episódios, com os episódios 99 e 100 sendo um final de história em duas partes, foram ao ar antes que a série de televisão Zatoichi fosse cancelada.
Zatoichi Challenged, o décimo sétimo filme da série original foi refeito nos EUA em 1990 (pela TriStar Pictures) como Fúria Cega, estrelado por Rutger Hauer.
Um filme de 2003, Zatōichi, foi dirigido por Takeshi Kitano, que também estrelou como Zatōichi no filme. O filme foi premiado com o Leão de Prata do Festival de Cinema de Veneza de Melhor Direção em 2003.
Uma versão teatral de Zatoichi dirigida por Takashi Miike estrelou Show Aikawa. Foi realizado e filmado em 2007 e lançado em vídeo caseiro sob o título Miike Takashi × Aikawa Shō: Zatōichi em 30 de maio de 2008.

## Personagem
Zatoichi a princípio aparece como um inofensivo cego anma (massagista) e bakuto (jogador) que vaga pela terra, ganhando a vida com chō-han (jogando dados), bem como fazendo massagens, realizando acupuntura e até, ocasionalmente, cantando e dançando. ouvindo música. Secretamente, no entanto, ele é muito habilidoso em luta de espadas, especificamente kenjutsu e iaido da escola Muraku, juntamente com as habilidades de espada mais gerais do Japão, bem como luta de sumô e kyujutsu.
Pouco de seu passado é revelado, exceto que ele perdeu a visão quando criança por causa de uma doença. Seu pai desapareceu por razões não reveladas quando Zatoichi tinha cerca de cinco anos. Ele é descrito por seu instrutor de esgrima como tendo praticado constantemente e com extrema devoção quando era aluno, a fim de desenvolver suas incríveis habilidades. Zatoichi diz de si mesmo que se tornou um Yakuza durante os três anos que passou treinando (que precedem imediatamente o original The Tale of Zatoichi) e matou muitas pessoas, algo que mais tarde se arrependeu profundamente. Isso se reflete em sua disposição de se envolver nos assuntos dos outros - principalmente, aqueles que sofrem opressão e exploração, ou alguma forma de corrupção. Apesar dessa reavaliação moral e de sua nova perspectiva e remorso (e na maioria das vezes por causa deles), ele geralmente tem uma recompensa (às vezes bastante grande) em sua cabeça de uma fonte ou outra ao longo dos filmes e séries. No entanto, por causa de sua seriedade, inteligência e senso natural de empatia, muitas pessoas que o encontram durante suas viagens passam a respeitá-lo e até mesmo se importar com ele.
Ao contrário de um bushi, ele não carrega uma katana tradicional. Em vez disso, ele usa um shikomizue bem feito (仕込み杖, lit. "bengala preparada" ou espada de cana, já que o uso ou posse de lâminas de combate verdadeiras foi formalmente proibido para não-samurai durante o período Edo. O decreto era praticamente impossível de cumprir, no entanto, como evidenciado pelos executores da Yakuza sendo mostrados empunhando katanas ao longo dos filmes. As lâminas de Shikomi-zue eram geralmente de bordas retas, de aço desdobrado de qualidade inferior, que não podiam ser comparadas nem mesmo a uma katana de baixo custo. Como resultado, a lâmina da espada de cana de Ichi é quebrada durante a batalha climática em Zatoichi, o Fugitivo (o quarto filme). A espada tem uma nova lâmina no próximo filme, que ele exerce até o décimo quinto filme Zatoichi's Cane Sword. A lâmina (que quebra durante o filme) e a lâmina que a substitui foram especialmente forjadas com muito custo e com muito mais cuidado do que o habitual por ferreiro e eram ambas de qualidade excepcional, superior às espadas da maioria dos samurais. No início de Zatoichi Meets Yojimbo, sua espada (presumivelmente a mesma) quebra inexplicavelmente e é vendida a um ferreiro junto com seu punho e bainha. Seu substituto não é um shikomi-zue, mas um jotō (杖刀 lit. uma "espada de cajado") de origem não revelada que se assemelha a uma bō curta e grossa, que também logo se quebra. No próximo filme, Zatoichi: The Festival of Fire, ele está mais uma vez usando sua espada de cana de marca registrada, equipada com uma nova lâmina de origem e qualidade desconhecidas.
A principal fórmula temática recorrente desses filmes e da série de televisão é a do vagabundo sempre errante e sentimental que protege os inocentes e os indefesos das gangues yakuza opressivas ou em guerra, impede o pior da injustiça geral ou da predação e ajuda os desafortunados e muitas vezes, sem culpa própria, é atacado por rufiões ou tropeça em perigo. A saga de Zatoichi é essencialmente de um homem terreno, mas basicamente bom e sábio, quase sempre tentando fazer a coisa decente, de alguma forma se redimir e talvez expiar as falhas do passado. No entanto, ele acredita ser um homem manchado, corrompido e mau, irredimível e indigno do amor e respeito que alguns mostram e com razão têm por ele. Este auto-descrito "deus das calamidades" é rotineiramente um ímã para problemas de um tipo ou de outro. A morte é sua única companheira constante, pois pragmaticamente não permite que outras pessoas, especialmente aquelas que ele ama ou que tem em alta conta, se aproximem e permaneçam ali por muito tempo; tal levaria a uma eventual tragédia. A morte parece, como uma sombra, realmente seguir um Zatoichi muitas vezes relutante em quase todos os lugares que ele vai, e apesar de sua natureza principalmente compassiva, matar parece ser totalmente natural para ele.
Sua habilidade de luta relâmpago é incrível, com sua espada segurada em um aperto reverso; isso, combinado com sua inteligência inabalável de nervos de aço em uma luta, seus ouvidos aguçados, olfato e propriocepção, tudo o torna um adversário formidável. Ele também é bastante capaz com uma katana tradicional, como visto em Zatoichi's Vengeance e na cena da casa de banho em Zatoichi e no Festival of Fire. Da mesma forma, ele exibe habilidade considerável usando duas espadas simultaneamente, em estilo Musashi-like Nitō Ichi em Zatoichi and the Doomed Man. Quase sobrenaturalmente perigoso com lâminas, ele é totalmente capaz (seja em pé, sentado ou deitado) de lutar e derrotar rapidamente vários oponentes habilidosos simultaneamente. Alguns, no entanto, chegaram perto de derrotá-lo em combate, em particular durante o duelo final em Zatoichi Challenged, onde circunstâncias atenuantes desempenharam um papel.
Uma série de outros cenários padrão também são repetidos ao longo da série: a vitória de Zatoichi de grandes quantias em jogos de azar através de sua capacidade de ouvir se os dados caíram no par ou no ímpar é um tema comum, assim como a captura de dados carregados ou substituídos pela diferença em seu som. Isso frequentemente culmina em outra peça, Zatoichi cortando as velas iluminando a sala e reduzindo-a à escuridão, comumente acompanhada por seu slogan "Kurayami nara kotchi no mon da" (暗闇ならこっちのもんだ; aproximadamente significando "A escuridão é minha aliado" ou "Agora estamos todos cegos").
O nome do personagem é na verdade Ichi. Zatō é um título, o mais baixo dos quatro níveis oficiais dentro da Tōdōza, a guilda histórica para cegos (assim, zato também designa uma pessoa cega na gíria japonesa). Ichi é, portanto, apropriadamente chamado Zatō-no-Ichi ("Low-Ranking Blind Person Ichi", aproximadamente), ou Zatōichi para abreviar. A massagem era uma ocupação tradicional para os cegos (já que a falta de visão eliminou a questão do gênero), assim como tocar o biwa ou, para as mulheres cegas (goze), o shamisen. Sendo menos hinin (lit. "não-pessoas"), cegos e massagistas eram considerados entre os mais baixos da classe social mais baixa, exceto eta ou criminosos descarados; eles eram geralmente considerados miseráveis, não notados, não melhores do que mendigos ou mesmo loucos - especialmente durante o período Edo - e também era comum pensar que os cegos eram amaldiçoados, desprezíveis, deficientes mentais graves, surdos e sexualmente perigosos.

## A série original de filmes
A série original de 26 filmes apresentava Shintaro Katsu como Zatoichi. O primeiro filme foi feito em 1962 em preto e branco. O terceiro filme, em 1963, foi o primeiro a ser filmado em cores. O 25º filme foi feito em 1973, seguido por um hiato de 16 anos até o último filme de Katsu, que ele mesmo escreveu e dirigiu em 1989.
A série original de filmes apresenta outros personagens fictícios populares do gênero em duas ocasiões. Zatoichi Meets the One-Armed Swordsman (1971) se conecta com a série Shaw Brothers de filmes produzidos em Hong Kong, dirigidos pelo prolífico diretor Chang Cheh; e Zatoichi Meets Yojimbo (1970) apresenta Toshiro Mifune como o agente secreto do xogunato imperial Daisaku Sasa. Este personagem se assemelha ao personagem-título dos filmes de Akira Kurosawa, Yojimbo e Sanjuro. Os filmes anteriores, nos quais o personagem de Mifune usava o pseudônimo Sanjuro (30 anos), são aludidos quando Sassa é chamada de brincadeira Shijuro (40 anos).

### List of original films
| No. | English Title                          | Year | Japanese                   | Romanization                                   | Director         | Production               | Distribution   |
| --- | -------------------------------------- | ---- | -------------------------- | ---------------------------------------------- | ---------------- | ------------------------ | -------------- |
| 1   | The Tale of Zatoichi                   | 1962 | 座頭市物語                 | Zatōichi monogatari                            | Kenji Misumi     | Daiei                    | Daiei          |
| 2   | The Tale of Zatoichi Continues         | 1962 | 続・座頭市物語             | Zoku Zatōichi monogatari                       | Kazuo Mori       | Daiei                    | Daiei          |
| 3   | New Tale of Zatoichi                   | 1963 | 新・座頭市物語             | Shin Zatōichi monogatari                       | Tokuzō Tanaka    | Daiei                    | Daiei          |
| 4   | Zatoichi The Fugitive                  | 1963 | 座頭市兇状旅               | Zatōichi kyōjō-tabi                            | Tokuzō Tanaka    | Daiei                    | Daiei          |
| 5   | Zatoichi on the Road                   | 1963 | 座頭市喧嘩旅               | Zatōichi kenka-tabi                            | Kimiyoshi Yasuda | Daiei                    | Daiei          |
| 6   | Zatoichi and the Chest of Gold         | 1964 | 座頭市千両首               | Zatōichi senryō-kubi                           | Kazuo Ikehiro    | Daiei                    | Daiei          |
| 7   | Zatoichi's Flashing Sword              | 1964 | 座頭市あばれ凧             | Zatōichi abare tako                            | Kazuo Ikehiro    | Daiei                    | Daiei          |
| 8   | Fight, Zatoichi, Fight                 | 1964 | 座頭市血笑旅               | Zatōichi kesshō-tabi                           | Kenji Misumi     | Daiei                    | Daiei          |
| 9   | Adventures of Zatoichi                 | 1964 | 座頭市関所破り             | Zatōichi sekisho-yaburi                        | Kimiyoshi Yasuda | Daiei                    | Daiei          |
| 10  | Zatoichi's Revenge                     | 1965 | 座頭市二段斬り             | Zatōichi nidan-giri                            | Akira Inoue      | Daiei                    | Daiei          |
| 11  | Zatoichi and the Doomed Man            | 1965 | 座頭市逆手斬り             | Zatōichi sakate-giri                           | Kazuo Mori       | Daiei                    | Daiei          |
| 12  | Zatoichi and the Chess Expert          | 1965 | 座頭市地獄旅               | Zatōichi jigoku-tabi                           | Kenji Misumi     | Daiei                    | Daiei          |
| 13  | Zatoichi's Vengeance                   | 1966 | 座頭市の歌が聞える         | Zatōichi no uta ga kikoeru                     | Tokuzō Tanaka    | Daiei                    | Daiei          |
| 14  | Zatoichi's Pilgrimage                  | 1966 | 座頭市海を渡る             | Zatōichi umi o wataru                          | Kazuo Ikehiro    | Daiei                    | Daiei          |
| 15  | Zatoichi's Cane Sword                  | 1967 | 座頭市鉄火旅               | Zatōichi tekka-tabi                            | Kimiyoshi Yasuda | Daiei                    | Daiei          |
| 16  | Zatoichi the Outlaw                    | 1967 | 座頭市牢破り               | Zatōichi rōyaburi                              | Satsuo Yamamoto  | Katsu Productions        | Daiei          |
| 17  | Zatoichi Challenged                    | 1967 | 座頭市血煙り街道           | Zatōichi chikemurikaidō                        | Kenji Misumi     | Daiei                    | Daiei          |
| 18  | Zatoichi and the Fugitives             | 1968 | 座頭市果し状               | Zatōichi hatashijō                             | Kimiyoshi Yasuda | Daiei                    | Daiei          |
| 19  | Samaritan Zatoichi                     | 1968 | 座頭市喧嘩太鼓             | Zatōichi kenka-daiko                           | Kenji Misumi     | Daiei                    | Daiei          |
| 20  | Zatoichi Meets Yojimbo                 | 1970 | 座頭市と用心棒             | Zatōichi to Yōjinbō                            | Kihachi Okamoto  | Katsu Productions        | Daiei          |
| 21  | Zatoichi Goes to the Fire Festival     | 1970 | 座頭市あばれ火祭り         | Zatōichi abare-himatsuri                       | Kenji Misumi     | Katsu Productions        | Dainichi Eihai |
| 22  | Zatoichi Meets the One-Armed Swordsman | 1971 | 新座頭市・破れ！唐人剣     | Shin Zatōichi: Yabure! Tōjin-ken               | Kimiyoshi Yasuda | Katsu Productions        | Dainichi Eihai |
| 23  | Zatoichi at Large                      | 1972 | 座頭市御用旅               | Zatōichi goyō-tabi                             | Kazuo Mori       | Toho / Katsu Productions | Toho           |
| 24  | Zatoichi in Desperation                | 1972 | 新座頭市物語・折れた杖     | Shin Zatōichi monogatari: Oreta tsue           | Shintaro Katsu   | Katsu Productions        | Toho           |
| 25  | Zatoichi's Conspiracy                  | 1973 | 新座頭市物語・笠間の血祭り | Shin Zatōichi monogatari: Kasama no chimatsuri | Kimiyoshi Yasuda | Katsu Productions        | Toho           |
| 26  | Zatoichi: Darkness Is His Ally         | 1989 | 座頭市                     | Zatōichi                                       | Shintaro Katsu   | Katsu Promotion          | Shochiku       |

Nota: Os títulos em inglês mostrados são os títulos comercialmente usados, portanto, não são traduções diretas dos títulos originais em japonês.

## Os filmes no Brasil (DVD)
No Brasil, a partir de abril de 2019, a série de filmes começou a sair remasterizada em DVD pela distribuidora Versátil Home Video em uma belíssima coleção dividida em 6 volumes, cada um com 2 discos. Estes volumes podem ser encontrados na loja online da distribuidora. Abaixo os detalhes de cada volume, incluindo os títulos oficiais dos filmes no Brasil e seus respectivos extras.
Vol. 1 (Abril de 2019)
- 1. O Conto de Zatoichi (1962, 96’)
- 2. O Conto de Zatoichi Continua (1962, 72’)
- 3. Novo Conto de Zatoichi (1963, 92’)
- 4. Zatoichi, o Fugitivo (1963, 86’)

Extras: Documentário sobre Shintaro Katsu (58’), Especial sobre a Série (27’), Trailers (12’)
Vol. 2 (Agosto de 2020)
- 5. Zatoichi, o Samurai (1963, 88’)
- 6. Zatoichi e o Baú de Ouro (1964, 82’)
- 7. Zatoichi e a Espada Brilhante (1964, 82’)
- 8. Lute, Zatoichi, Lute (1964, 88’)

Extras: Trailers (12’)
Vol. 3 (Outubro de 2021)
- 9. Aventuras de Zatoichi (1964, 86’)
- 10. A Vingança de Zatoichi (1965, 84’)
- 11. Zatoichi e o Homem Condenado (1965, 78‘)
- 12. Zatoichi e o Especialista em Xadrez (1965, 87’)

Extras: Trailers (15’); Filme: “A Ameaça Cega” (Shiranui Kengyo, 1960, 91’).
Vol. 4 (Janeiro de 2023)
- 13. Zatoichi se Vinga (1966, 83’)
- 14. Duelo na Aldeia Deserta (1966, 82’)
- 15. A Espada de Zatoichi (1967, 93’)
- 16. Zatoichi, o Fora da Lei (1967, 96’)

Extras: Trailers (15’); Filme: “O Templo do Diabo” (Oni no sumu yakata, 1969, 76’).
Vol. 5 (Abril de 2025)
- 17. Caminhos Sangrentos (1967, 86’)
- 18. Desafio (1968, 82’)
- 19. Tambores do Inferno (1968, 83’)
- 20. Encontro de Gigantes (1970, 116’)
- 21. O Dia da Violência (1970, 96’)

Extras: Trailers (12’)
Vol. 6 (ainda não lançado; títulos comerciais em inglês)
- 22. Zatoichi Meets the One-Armed Swordsman (1971)
- 23. Zatoichi at Large (1972)
- 24. Zatoichi in Desperation (1972)
- 25. Zatoichi's Conspiracy (1973)
- 26. Zatoichi: Darkness Is His Ally (1989)

## A série de televisão (TV)
Veja também: Lista de episódios Zatoichi
A série de televisão Zatoichi durou quatro temporadas - um total de 100 episódios - com Shintaro Katsu no papel principal:
1. 26 episódios, em 1974
2. 29 episódios, em 1976
3. 19 episódios, em 1978
4. 26 episódios, em 1979

A maioria das histórias da série de televisão são dramas originais, mas alguns são essencialmente remakes redigidos dos filmes completos de Zatoichi da década anterior, como o episódio 14 da primeira temporada, "Fighting Journey with Baby in Tow" (corresponde ao 8º filme "Luta, Zatoichi, Luta" 座頭市血笑旅 Zatōichi kesshō-tabi); Primeira Temporada, Episódio 16, "Os Ventos do Monte Akagi".
A primeira temporada de programas de televisão foi lançada com legendas em inglês da Media Blasters / Tokyo Shock.

## Empresas de produção
Os primeiros 20 filmes foram produzidos e distribuídos pela Daiei Film (exceto o 16º filme Zatoichi the Outlaw e o 20º filme Zatoichi Meets Yojimbo que foram produzidos pela própria empresa de Shintaro Katsu, Katsu Productions, e distribuídos nos cinemas pela Daiei).
Os últimos 6 filmes (e a série de TV) também foram produzidos pela Katsu Productions. A distribuição desses filmes foi feita por Dainichi Eihai (Zatoichi Goes to the Fire Festival, Zatoichi Meets the One-Armed Swordsman), Toho (Zatoichi at Large que Toho também co-produziu com Katsu Productions, Zatoichi in Desperation e Zatoichi at the Blood Fest) e Shochiku, que lançou o último filme de Zatoichi de Katsu em 1989. Foi relançado (e renomeado Darkness Is His Ally) em 2004, ocasionado pelo novo filme de Zatoichi de 2003, Zatoichi, estrelado por Takeshi Kitano, que Shochiku também lançou.
Chambara Entertainment/Video Action de Honolulu detinha os direitos originais de lançamento em VHS da série de filmes Zatoichi números 1-20, embora só tenha lançado alguns deles. Chambara eventualmente expirou sua licença de lançamento na América do Norte. AnimEigo detinha o restante dos direitos do VHS.
A Home Vision Entertainment recebeu direitos de distribuição nos Estados Unidos para os filmes originais da Daiei (exceto para o 14º e o 16º (o segundo dos quais ainda estava na posse de AnimEigo)), e os lançou em DVD: os filmes foram numerados de 1 a 13, 15 e 17-19. AnimEigo lançou sete dos filmes: Zatoichi the Outlaw (1967), Zatoichi Meets Yojimbo (1970), Zatoichi at the Fire Festival (1970, como Zatoichi: The Festival of Fire), Zatoichi Meets the One-Armed Swordsman (1971), Zatoichi at Large (1972), Zatoichi in Desperation (1972), e Zatoichi no Blood Fest (1973, como Zatoichi's Conspiracy).
A Media Blasters (sob seu selo Tokyo Shock) lançou o filme de 1989 e a primeira temporada (26 episódios) da série de TV.
A Criterion Collection lançou os primeiros 25 filmes em formato duplo Blu-ray e DVD box set em 26 de novembro de 2013.
No Brasil, o lançamento em DVD dos 26 filmes ficou a cargo da Versátil Home Video dividido em 6 volumes.

## Remakes e spin-offs

### Fúria Cega
Em 1989, a TriStar Pictures lançou um remake chamado Fúria Cega, estrelado por Rutger Hauer como um veterano da Guerra do Vietnã que está cego e depois ensinado a usar uma espada de cana por uma tribo local antes de voltar para a América. Este filme é baseado em Zatoichi Challenged (1967), o 17º filme da série original.

### Zatoichi (filme de 2003)
Ver artigo principal: Zatōichi (filme de 2003)
Em 2003, Takeshi Kitano escreveu, dirigiu e apareceu em um novo filme de Zatoichi de alto orçamento, chamado simplesmente Zatoichi (座頭市 Zatōichi). Ele estreou em 3 de setembro de 2003, no Festival de Cinema de Veneza, onde ganhou o prestigioso prêmio Leão de Prata, e passou a vários outros prêmios tanto no país quanto no exterior. Também é estrelado por Tadanobu Asano, Michiyo Okusu, Yui Natsukawa, Guadalcanal Taka, Daigiro Tachibana, Yuko Daike, Ittoku Kishibe, Saburo Ishikura e Akira Emoto.
Zatoichi descobre uma pequena e remota cidade montanhosa que foi tomada por uma gangue de bullying que está extorquindo dinheiro dos habitantes da cidade. Enquanto Zatoichi procura libertar a cidade, ele encontra um rōnin procurando emprego para pagar as necessidades de sua esposa doente, e duas gueixas que procuram vingar o assassinato de seus pais, mas ele logo descobre que elas não são o que parecem ser.
A trilha sonora foi composta por Keiichi Suzuki (ex-banda japonesa The Moonriders) e a trupe japonesa de sapateado The Stripes.

### Ichi
Em Ichi, uma musicista cega que é resgatada (e depois treinada) por Zatoichi viaja pelo Japão para encontrar seu mentor.

### Zatoichi: O Último
Toho lançou um novo filme da série estrelado por Shingo Katori intitulado Zatoichi: The Last em 29 de maio de 2010.

## Em outras obras
(em ordem cronológica)
- Em 1969, Teruo Sakamaki (酒巻輝男), dono de um restaurante japonês de Shinjuku que virou imitador de Shintaro Katsu/Zatoichi, estrelou um filme Pink intitulado Lewd Priest: Forty-Eight Positions Cutting (好色坊主四十八手斬り). O filme foi dirigido por Kaoru Umezawa e produzido pela Uematsu Productions, que teria sido processada pela Daiei por violação de direitos autorais. Sob vários pseudônimos, incluindo "Shintaro Katsu sósia (勝新太郎ソックリショー)", "Rintaro Katsu (勝利太郎)", e "Sing Lung (勝龍)", Sakamaki continuou a imitar Shintaro Katsu como Zatoichi em vários filmes em Taiwan, incluindo : A Vingança do Espadachim Cego (盲劍・血滴子) (1972), O Espadachim Cego vs Lobo Branco (盲俠鬥白狼) (1972), Confiança e Irmandade (義氣傳義氣) (1972), O Corcunda (漢)駝) (1972), Inspector Karate (頭號鐵人) (1973), e The Devil's Owl (魔鬼怪鷹) (1977).[10]
- A série de filmes Crimson Bat (1969–1970) e a série de TV (1971) foi uma variação não autorizada, com uma mulher cega chamada O-Ichi, interpretada por Yoko Matsuyama, como a heroína empunhando a espada.
- Blindman é uma variação do Spaghetti Western de 1971 da fórmula Zatoichi, estrelado por Tony Anthony como um atirador cego.
- Na segunda temporada da série animada de 1985 Thundercats, um personagem chamado Lynx-O compartilha muitas semelhanças com Zatoichi. Tendo sido cegado por gases vulcânicos durante sua fuga de sua terra natal agonizante de Thundera, Lynx-O desenvolve seus outros sentidos para "ver" o mundo ao seu redor. Ele é um lutador formidável e pode usar pontos de pressão para desativar e derrotar seus inimigos.
- O personagem de Zatoichi encontra homenagem no personagem de Zato-Ino (também conhecido como "o Swordspig cego") na longa série de quadrinhos antropomórficos de Stan Sakai, Usagi Yojimbo (1984). Esta iteração do personagem usa seu olfato apurado para encontrar seu caminho e combater seus inimigos. Zato-Ino apareceu pela primeira vez em Critters #7 (janeiro de 1987), publicado pela Fantagraphics Books.
- Zatoichi protagonizou um mangá/gekigá produzido por Hiroshi Hirata.[11]
- O nipo-brasileiro Julio Shimamoto produziu histórias protagonizadas por Zatoichi, presentes na coletânea Samurai, da Mythos Editora.[12] Também pela Mythos, Shimamoto também ilustrou o livro Lendas de Zatoichi, escrito por Minami Keizi, precursor do estilo mangá no país.[13][14]

- Na atualização do Shogun Pack do jogo de tiro em primeira pessoa multijogador de 2007 Team Fortress 2, uma katana chamada "The Half-Zatoichi" foi introduzida para uso tanto pelo Soldier quanto pelo Demoman, aludindo ao fato de que o Demoman não tem um olho e é meio cego, enquanto o capacete do Soldier cobre seus olhos e restringe sua visão.

- Na série de videogame de 1998 Guilty Gear, um dos personagens originais se chama Zato-1, que também é um assassino cego. Embora seu nome seja pronunciado Zato-one, a palavra japonesa para um é ichi, daí Zato-ichi.
- No episódio de 2005 de The Boondocks intitulado "Grandad's Fight", Huey tem um sonho em que ele luta contra o Coronel Stinkmener - um homem idoso cego e cruel que havia espancado seu avô no início do episódio - como um samurai. Mais tarde no episódio, Huey mostra ao seu avô imagens do Zatoichi animado em ação, comparando Stinkmener ao espadachim cego.
- No filme de 2006 Devil's Den, os personagens principais, enquanto estão presos no clube de strip por ghouls femininos, têm um cenário de fantasia de como Zatoichi lidaria com os ghouls.
- A banda italiana de heavy metal Holy Martyr lançou uma música intitulada "Zatoichi" em seu álbum de 2011 Invincible, baseado no personagem. A arte da capa de Invincible mostra Zatoichi em combate contra dois guerreiros rivais.
- No filme de terror de exploração americano de 2007 Death Proof , Jungle Julia chama o dublê Mike "Zatoichi" sarcasticamente quando ele não percebe um outdoor. Mike responde com um sorriso largo semelhante ao de Zatoichi.
- No jogo cooperativo on-line de 2013 Warframe, há uma posição de katana chamada "Blind Justice", que faz com que a katana seja segurada na pegada reversa. Sua primeira combinação de ataque é chamada de "Credo de Zatos", todos eles sendo referências a Zatoichi. Além disso, há uma skin para o Warframe "Excalibur" chamada "Excalibur Zato".

- Na longa série animada de mangá One Piece, o personagem secundário Almirante Fujitora é baseado em Zatoichi.
- No videoclipe da música Inca de Wednesday Campanella, o cantor KOM_I interpreta um personagem inspirado em Zatoichi.

- O personagem de Zatoichi também é homenageado em Rogue One: A Star Wars Story, de 2016, onde o ator chinês Donnie Yen aparece como Chirrut Îmwe, um andarilho cego que é secretamente um guerreiro altamente habilidoso que acredita e tem uma conexão com a Força.[15] Os personagens Jedi Rahm Kota e Kanan Jarrus também se inspiram no personagem.

- Em 2017, um pequeno trailer fictício de ficção científica de oito minutos intitulado ZVP - Zatoichi vs Predator, produzido, escrito e dirigido por Junya Okabe como um filme de fãs sem fins lucrativos estrelado por Shun Sugata como Zatoichi foi lançado pela Blast Inc. e disponibilizado no YouTube.[16] Uma equipe muito especial de vilões ataca e mata um grupo de samurais estilo quadrinhos, até que um misterioso samurai aparece para derrotá-los. Ele é revelado como um Predator e Zatoichi o enfrentará com um sabre de luz Jedi Knight no estilo Star Wars. Um vídeo de making-of também estava disponível.